# Klaus Conrad (Historiker)
Klaus Conrad (* 16. April 1930 in Heidelberg; † 10. Februar 2002 in Göttingen) war ein deutscher Historiker und Diplomatiker. Er war Landeshistoriker für Pommern, Ostpreußen und Westpreußen und befasste sich vor allem mit der Geschichte des Mittelalters.

## Familie
Conrads Vater war der Physiker Richard Conrad, der in Masmünster zur Welt gekommen war und seine Jugend in Saarburg und Metz verbracht hatte. Der Großvater stammte aus Ostpreußen und war als Bahningenieur in das Reichsland Elsaß-Lothringen versetzt worden. Die Großmutter väterlicherseits kam in Kaysersberg zur Welt. Ihre Eltern stammten aus der Pfalz und waren mit den Eltern von Albert Schweitzer befreundet. Conrads Mutter Annemarie geb. Dragendorff war eine Tochter von Hans Dragendorff. Dessen Bruder war Ernst Dragendorff, deren Vater war Georg Dragendorff.  Zum Straßburger Freundeskreis um Schweitzer gehörten Conrads mütterliche Großmutter, deren Bruder und Elly Heuss-Knapp.

## Leben
Mit einem Bruder und zwei Schwestern wuchs Conrad in Heidelberg auf. Einer seiner Lehrer am Kurfürst-Friedrich-Gymnasium Heidelberg war Otto Frommel.
Nachdem er 1949 das Abitur bestanden hatte, immatrikulierte er sich an der Albert-Ludwigs-Universität Freiburg für Kunstgeschichte, Archäologie und Geschichte. Neben dem Studium ließ er sich im Augustinermuseum von Paul Hübner in Restaurierung ausbilden. Im September 1950 zog er sich in Bologna eine Poliomyelitis zu. Unter den folgenden Beeinträchtigungen hatte er zeitlebens zu leiden. Im Studium konzentrierte er sich auf Geschichte mit Geografie und Latein als Beifächern. An die heimatliche Ruprecht-Karls-Universität Heidelberg gewechselt, hörte er bei  Erich Maschke und Fritz Ernst. Die Preisaufgabe der philosophischen Fakultät über das pfälzische Kloster Lambrecht bewältigte er mit Auszeichnung. Bei Fritz Ernst zur Doktorarbeit erweitert, wurde sie im Juli 1958 für die Promotion zum Dr. phil. anerkannt. Im Herbst 1959 bestand er die Staatsprüfung für Gymnasiallehrer. Am Heidelberger Seminar für Studienreferendare ausgebildet, bestand er 1961 die Assessorprüfung; er trat aber nicht in den Schuldienst, sondern wurde – in der Mediävistik sehr gut ausgewiesen – Mitarbeiter am Pommerschen Urkundenbuch und am Preußischen Urkundenbuch. Am 1. April 1962 begann seine Tätigkeit beim Herder-Forschungsrat. Dabei wurde er der Historischen Kommission für Pommern und der Historischen Kommission für ost- und westpreußische Landesforschung als wissenschaftlicher Mitarbeiter zugeordnet. Seine Hauptaufgabe war die weitere Bearbeitung der Urkundenbücher. Sein Arbeitsplatz was das Staatliche Archivlager Göttingen. Als das ehemalige Preußische Staatsarchiv Königsberg aus Göttingen als XX. Hauptabteilung in das Geheime Staatsarchiv Preußischer Kulturbesitz gegeben wurde, blieben die Urkundenbücher (bis zu Conrads Pensionierung) in Regie der jeweiligen Historischen Kommission, die Dienstaufsicht beim Herder-Institut (Marburg), die Fachaufsicht bei den Kommissionsvorsitzenden Roderich Schmidt (Pommersches UB) und Udo Arnold (Preuß. UB). Conrad bekam einen Arbeitsraum in der Staats- und Universitätsbibliothek Göttingen. Ab 1978 gehörte er zur Schriftleitung der Baltischen Studien. Von 1980 bis 2000 war er Hauptschriftleiter. Als sich der Herder-Forschungsrat verselbständigt hatte, wurde das neue Herder-Institut in Marburg am 1. Januar 1994 Conrads Arbeitgeber. Verwitwet und auf den Rollstuhl angewiesen, trat er mit Erreichen der Altersgrenze  am 30. April 1995 in den Ruhestand.
In seiner evangelisch geprägten Religiosität „liebte [er] den süddeutsch-österreichischen Barock ganz besonders; denn die Kirchen vermitteln etwas von der Herrlichkeit Gottes, sie lassen einen in Ehrfurcht erschauern und stimmen einen dennoch heiter. Das ist ein religiöser Bereich, den der Protestantismus seinen Gläubigen weitgehend vorenthält und den ich vermisse“ (September 1999). Zu Conrads polnischen Kollegenfreunden gehörte Jan Maria Piskorski. Verheiratet war er mit der Schwedin Siw Brisholm Conrad († 1993). Als er im Grab seiner Frau auf dem Parkfriedhof Junkerberg in Göttingen beigesetzt wurde, war Bernhart Jähnig zugegen. Conrads Ehe entsprossen zwei Söhne.

„Ich habe, seit ich im Jahre 1961 die Arbeit an den Urkundenbüchern Pommerns und Ost- und Westpreußens begonnen habe, einen Sinn meiner Arbeit darin gesehen, daran mitzuwirken, dass die deutsche Geschichte dieser Gebiete Bestandteil des historischen Bewußtseins unseres Volkes bleibt. ... Ich halte das Pommersche Urkundenbuch für eine deutsche Aufgabe. Wir haben Hinterpommern verloren und müssen uns damit abfinden. Aber die Geschichte des Landes ist deutsche Geschichte. ... Dass nun die ostdeutsche Geschichte beschleunigt aus dem Geschichtsbewußtsein unseres Volkes (soweit es ein solches Bewußtsein überhaupt noch gibt) verschwinden wird, läßt sich unschwer absehen. Ich glaube aber, dass es gegen die derzeitige Phase des Rückenkrümmens, sowie man sich in die deutsche Geschichte auch jenseits von Oder und Neiße bewegt, eine Reaktion geben wird. Sie wird umso stärker ausfallen, je mehr man heute Meinungsdruck in diesen Fragen ausübt.“

## Werke

### Editionen im Buchform
- Pommersches Urkundenbuch, Bd. 1 (786–1253), Neubearbeitung 1970.
- Preußisches Urkundenbuch, Bd. 5 (1352–1361), 1969–1975.
- Pommersches Urkundenbuch, Bd. 10 (1336–1340), 1984.
- Preußisches Urkundenbuch, Bd. 6/1–2 (1362–1371), 1986–2000.
- Pommersches Urkundenbuch, Bd. 11 (1341–1345), 1990.

### Beiträge zu Sammelbänden oder in Zeitschriften
- Die Entstehung der Handfestensammlung des Marschallamtes. 1963.
- Litauen, der Deutsche Orden und Karl IV. 1972.
- Der dritte Litauerzug König Johanns von Böhmen und der Rücktritt des Hochmeisters Ludolf König.     1972.
- Belehnungen der Herzöge von Pommern durch Karl IV. im Jahre 1348. 1978.
- Herzogliche Städtegründungen in Pommern auf geistlichem Boden. 1981.
- Der zehnte Band des Pommerschen Urkundenbuchs als Quelle zur pommerschen Geschichte der Jahre 1336-1340. 1981.
- Urkundliche Grundlagen einer Siedlungsgeschichte Pommerns bis 1250. 1982.
- Der Übergang von Ordens- und Klosterbesitz in Pommerellen an den Deutschen Orden. 1985.
- Besiedlung und Siedlungsverhältnisse in Pommern seit der Christianisierung. 1988.
- Der Deutsche Orden und sein Landesausbau in Preußen. 1993.
- Auseinandersetzungen der Städte Stettin, Greifenhagen und Gollnow mit den Stettiner Herzögen nach den Frankfurter Verträgen von 1338. 1995
- Beiträge in: Mecklenburg/Pommern (Handbuch der historischen Stätten Deutschlands 12). 1996.
- Unbekannte Quellen zum zweiten Krieg der Hanse mit König Waldemar IV. von Dänemark aus einem Formelbuch der Danziger Marienbibliothek. 1997.
- Erfahrungen bei der Bearbeitung des Preußischen Urkundenbuchs. 1998.
- Beiträge in: Die Hochmeister des Deutschen Ordens 1190-1994/2012. 1998, 2014.
- Das Pommersche Urkundenbuch in seiner Bedeutung für die historische Forschung. 1999.
- Beitrag in: Deutsche Geschichte im Osten Europas: Pommern 1368–1478. 1999.
- Die Opposition gegen den Hochmeister Karl von Trier im Ordensland Preußen. 2000.

## Mitgliedschaften
- Ordentliches Mitglied der Historischen Kommission für ost- und westpreußische Landesforschung (1963), Schatzmeister 1971–1995
- Ordentliches Mitglied der Historischen Kommission für Pommern (1967)
- Korrespondierendes und ordentliches Mitglied des Herder-Forschungsrates (1974/1997)

## Nachlass
Conrads Nachlass wird im Landesarchiv Greifswald gehütet. Der Nachlass betreffend Ost- und Westpreußen befindet sich im Depositum der Historischen Kommission für ost- und westpreußische Landesforschung im Geheimen Staatsarchiv Berlin.